# 约瑟夫·根齐
约瑟夫·根齐（1974年3月18日—），斯洛伐克男子射击运动员。他曾代表斯洛伐克参加1996年、2000年、2004年、2008年和2012年夏季奥林匹克运动会射击比赛，获得二枚铜牌。